# Paris (rappeur)
Pour les articles homonymes, voir Paris (homonymie) et Jackson.
Paris, de son vrai nom Oscar Jackson, Jr., né le 29 octobre 1967 à San Francisco en Californie, est un rappeur et producteur américain, originaire de San Francisco, connu pour son rap engagé politiquement et plus particulièrement pour son morceau controversé Bush Killa. Influencé par les Black Panthers, il était autrefois membre de la Nation of Islam, mais est agnostique.

## Biographie

### Années 1990
Paris est né le 29 octobre 1967 à San Francisco en Californie. Il est catapulté sur la scène internationale en 1990 avec son single à succès The Devil Made Me Do It et l'album homonyme, après avoir obtenu un bachelor's degree en économies de l'Université de Californie,. Originellement publié au label Tommy Boy Records, son premier single est banni par MTV. L'album atteint la 150e place du Billboard 200.
Aux préparatifs de la publication de son deuxième album, Sleeping with the Enemy, en 1992, Paris est renvoyé de Tommy Boy Records (depuis rebaptisé Tommy Boy Entertainment en 2002) et du distributeur Warner Bros. Records, propriétaire de Time Warner. Paris publie finalement lui-même l'album sur son nouveau label Scarface Records. Également en 1992, Paris contribue à l'album Play More Music du groupe industriel Consolidated sur la chanson Guerrillas in the Mist. Paris signe un contrat de distribution avec Priority Records et pour son label Scarface Records en 1993, publie son troisième album Guerrilla Funk, et collabore avec des groupes comme The Conscious Daughters. Paris publie son quatrième album Unleashed. L'album contient plusieurs versets violents et controversés.

### Années 2000
Le 7 octobre 2003, Paris revient avec son album Sonic Jihad. L'album représente une couverture controversée évoquant les attaques du 11 septembre 2001. Il couvre également certains thèmes comme la lutte contre le terrorisme, la guerre en Irak, la brutalité policière, la violence faite envers les noirs, les conditions de vie des communautés et l'Illuminati. D'autres groupes et artistes participent à l'album comme Kam, dead prez, et Public Enemy. Sonic Jihad est le catalyseur dans la création du nouveau label de Paris, Guerrilla Funk Recordings. Le single de Paris What Would You Do?, issu de l'album Sonic Jihad) accuse le gouvernement américain d'avoir planifié les attentats du 11 septembre.
En 2005, Paris complète un projet aux côtés de Public Enemy, Rebirth of a Nation, publié le 7 mars 2006, dont le titre fait référence au film de 1915 The Birth of a Nation, controversé pour sa glorification du Ku Klux Klan. En 2006, Paris publie également Paris presents Hard Truth Soldiers, Vol. 1, la première série de compilations produite par Paris qui parle de guerre, brutalité policière, la discrimination raciale et la violence conjugale. Elle fait notamment participer Public Enemy, the Coup, dead prez, Paris, T-K.A.S.H., Kam, The Conscious Daughters, Mystic, MC Ren, Sun Rise Above, et the S.T.O.P. Movement (Mobb Deep, Tray Deee, Soopafly, KRS-One, Defari, Daz, J-Ro, RBX, Bad Azz, WC, Dilated Peoples, Mac Minister, The Alchemist, Mack 10, Evidence, Defari, Everlast, et B-Real). Plus tard, Paris signe un contrat de distribution avec Fontana/Universal pour Guerrilla Funk à la fin de 2007, et publie son nouvel album, Acid Reflex, en featuring avec Chuck D. et George Clinton, en 2008. L'album atteint la 86e place des Billboard RnB Albums. En 2009, Paris publie l'album Paris Presents: Hard Truth Soldiers, Vol. 2,, Brains All Over the Streets, et The Nutcracker Suite.

### Années 2010
En 2010, Paris participe au documentaire musical Sounds Like a Revolution, et en 2011 à l'album Featuring Freshness d'Insane Clown Posse. Il joue à leur concert Gathering of the Juggalos la même année, et au Hiphopfestival d'Amsterdam aux Pays-Bas. En novembre 2014, il publie un single vidéo, Night of the Long Knives. En août 2015, Paris publie son second single vidéo, Buck, Buck, Pass, qui parle de violences liées aux armes à feu.

## Discographie
- 1990 : The Devil Made Me Do It
- 1992 : Sleeping with the Enemy
- 1994 : Guerrilla Funk
- 1998 : Unleashed
- 2003 : Sonic Jihad
- 2006 : Rebirth of a Nation with Public Enemy
- 2006 : Paris Presents: Hard Truth Soldiers Vol. 1
- 2008 : Acid Reflex
- 2009 : Paris Presents: Hard Truth Soldiers Vol. 2
- 2015 : Pistol Politics
- 2020 : Safe Space Invader